# Muzeum Gazownictwa w Paczkowie
Muzeum Gazownictwa w Paczkowie - znajdujące się w Paczkowie Muzeum utworzone w byłej  gazowni, stanowi jedyny w Polsce obiekt, gdzie w całości zachowały się urządzenia do produkcji gazu miejskiego.
Muzeum znajdujące się przy ulicy Pocztowej 6. to dynamiczna i różnorodna ekspozycja, oddająca tempo zmian i szybkość technologicznego rozwoju gazownictwa. Przedmiotem ekspozycji jest architektura przemysłowa z początku XX w., ciąg produkcyjny gazu miejskiego oraz zbiory eksponatów związanych z gazownictwem.
Zbiór muzealny zawiera ponad 3 tysiące eksponatów, gazowe urządzenia gospodarstwa domowego i przemysłowego. Bogatą kolekcję poza lampami gazowymi stanowią kuchenki, piecyki grzewcze, lokówki, żelazka, a nawet lodówka gazowa. Większość eksponatów jest sprawna technicznie. Muzeum posiada największą w Europie kolekcję gazomierzy domowych (600 sztuk) zgromadzonych w jednym miejscu. Oświetlenie terenu stanowią czynne latarnie gazowe, a budynki i urządzenia wyglądają prawie jak 100 lat temu, gdy wybudowano gazownię.
Muzeum stanowi także centrum muzealno-wystawienniczo-szkoleniowe. Poza prezentowaniem zbiorów, na terenie muzeum są organizowane wystawy czasowe. W wybudowanym pawilonie, znajduje się  sala konferencyjna na 85 miejsc, obok salonik konferencyjny na dla 18 osób. Na dziedzińcu tylnym mogą być przeprowadzane działania typu „światło i dźwięk”, koncerty lub spektakle plenerowe.

## Historia
Paczkowska gazownia została wybudowana w latach 1898 - 1901. Jednak pierwszy gaz popłynął do miasta 31 grudnia 1901 roku, by na trwale dostarczać gaz od 1902 roku. Gaz używano wówczas głównie do oświetlenia ulic i rynku, napędu pomp wodociągowych oraz przygotowania posiłków. Na początku czynny był tylko jeden piec pięcioretortowy. W kolejnych latach sukcesywnie układano w Paczkowie żeliwną sieć gazową, a liczba odbiorców stale rosła. W latach 30. XX wieku z gazu korzystało 700 odbiorców domowych.
W czasie działań wojennych Paczków niewiele ucierpiał i już w połowie 1945 roku działała gazownia dostarczająca gaz do odbiorców. Na przełomie lat 50. i 60. zmodernizowano produkcję gazu w Paczkowie. Wybudowano nową odsiarczalnię, wykonano remont zbiornika gazu o pojemności 600 m3, wykonano również wymianę gazociągów żeliwnych oraz układanie nowych, co pozwoliło zwiększyć liczbę odbiorców z 735 w roku 1955 do 1123 w roku 1965 aż do 1450 w roku 1968.
Ostatni wózek koksu wyprodukowanego w Paczkowskiej Gazowni ugaszony został symboliczną lampką szampana 15 lipca 1977 roku. Koks ten razem z wózkiem zachowany jest w muzeum. Tuż po wyłączeniu gazowni z eksploatacji przystąpiono do tworzenia muzeum. Urządzenia gazowni przystosowano na ekspozycje muzealne przedstawiające produkcję i oczyszczanie gazu, zgromadzono różnorodne urządzenia używające gaz, sprzęt gospodarstwa domowego oraz gazomierze.
23 listopada 1991 roku w obecności władz wojewódzkich, kościelnych oraz GOZG dokonano uroczystego otwarcia Muzeum Gazownictwa w Paczkowie.
W latach 2005–2007 muzeum zostało kompletnie zmodernizowane.